# Adolf Herkenrath

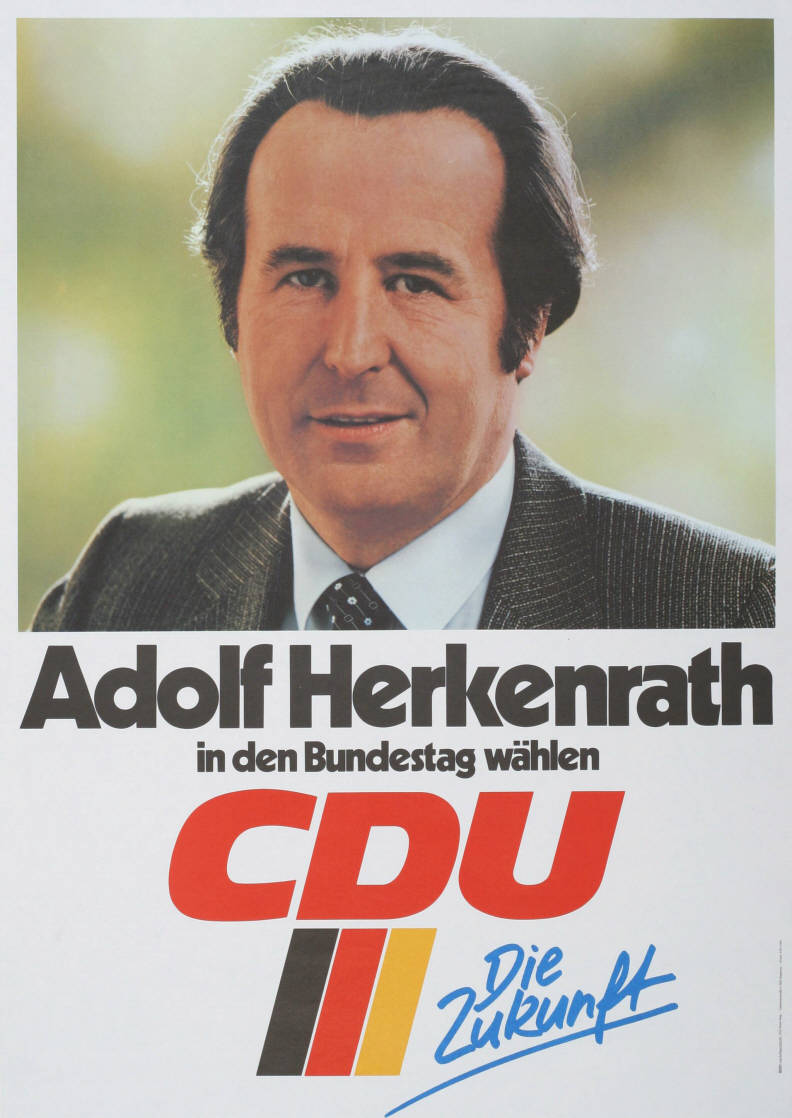
Kandidatenplakat Adolf Herkenraths zur Bundestagswahl 1987

Adolf Herkenrath (* 8. April 1928 in Siegburg; † 5. August 2009 ebenda) war ein deutscher Politiker (CDU). Er war Bundestagsabgeordneter und Bürgermeister von Siegburg.

## Leben
Herkenrath wurde 1928 als Sohn eines Gymnasiallehrers geboren und absolvierte von 1948 bis 1950 eine landwirtschaftliche Lehre. Im Anschluss daran studierte er bis 1953 Landwirtschaftswissenschaften und wurde Diplomlandwirt. Danach war er bis 1960 hauptamtlicher Landesjugendreferent und Diözesanjugendführer in der Erzdiözese Köln. Außerdem war er während dieser Zeit Bundessekretär im Bund der Deutschen Katholischen Jugend. Ab 1960 leitete er bis 1967 eine Kölner Außenstelle der Gemeindeschaft. Von 1967 bis 1973 war er Leiter des Instituts für internationale Solidarität in der Konrad-Adenauer-Stiftung. Danach war er Bundesgeschäftsführer der kommunalpolitischen Vereinigung der CDU/CSU. Für seine Verdienste bekam er im Jahr 1976 das Verdienstkreuz am Bande des Verdienstordens der Bundesrepublik Deutschland verliehen. 
Bevor Herkenrath 1980 Bundestagsabgeordneter wurde, betreute er für die Konrad-Adenauer-Stiftung die Lateinamerika-Kontakte. Dazu gehörten auch Reisen nach Lateinamerika. Herkenrath gehörte zu den Unterstützern der in Chile ansässigen Sekte Colonia Dignidad und relativierte die dort begangenen Menschenrechtsverletzungen. Ebenfalls kritisiert wurde er 1989, nachdem er dem republikanischen Europaabgeordneten Hans-Günter Schodruch „im Namen der Siegburger“ zur Wahl ins Europäische Parlament gratuliert hatte.
Im Jahre 2009 erlag er einem Krebsleiden.

## Politik
Herkenrath wurde 1952 Mitglied der CDU. Politisch trat er erst 1961 in Erscheinung, als er in den Stadtrat von Siegburg gewählt und drei Jahre später ehrenamtlicher Bürgermeister der Stadt wurde. Er blieb bis 1989 Bürgermeister von Siegburg. Bei der Bundestagswahl 1980 wurde Herkenrath im Wahlkreis 64 (Rhein-Sieg-Kreis I) in den Deutschen Bundestag gewählt und in den folgenden drei Bundestagswahlen stets wiedergewählt. Er war in allen Legislaturperioden Mitglied des Ausschusses für Ernährung, Landwirtschaft und Forsten. Von Juni 1986 bis Oktober 1990 war er zudem noch ordentliches Mitglied des Ausschusses für Umwelt, Naturschutz und Reaktorsicherheit. Nachdem Herkenrath bei der Bundestagswahl 1994 nicht mehr kandidierte, schied er aus dem Bundestag aus.